# Gorgeous George
George Raymond Wagner (Butte, 23 de março de 1915 -  Los Angeles, 26 de dezembro de 1963) foi um lutador profissional americano conhecido pelo nome de ringue Gorgeous George.  Durante a primeira Era de Ouro da luta livre profissional norte-americana, nas décadas de 1940 e 1950, Gorgeous George foi uma das maiores estrelas do esporte, ganhando a atenção da mídia por seu personagem extravagante, descrito como chamativo e carismático. Foi uma grande celebridade nacional em seu auge e pioneiro do entretenimento televisivo. Ele foi conduzido postumamente ao Hall da Fama do Wrestling Profissional em 2002 e ao Hall da Fama da WWE como parte da Turma de 2010.

## Primeiros anos
Wagner, de origem alemã, nasceu em 24 de março de 1915, em Butte, Nebraska. Por um tempo, sua família morou em uma fazenda perto da vila de Phoenix, no condado de Holt e provavelmente no condado de Seward, antes de se mudarem para Waterloo, Iowa e mais tarde para Sioux City . Quando ele tinha 7 anos, a família de Wagner mudou-se para Houston, Texas, onde ele se relacionou com crianças de um bairro perigoso. Quando criança,  treinou na ACM local e frequentemente organizava combates contra seus amigos. Em 1929, ele abandonou a Milby High School aos 14 anos e trabalhou em serviços ocasionais para ajudar no sustento de sua família. Nessa época, ele competia em parques itinerantes, onde podia ganhar 35 cents por vitória. Aos 17 anos, ele foi inscrito pelo principal promotor da região, Morris Siegel, e em 1938, conquistou seu primeiro título ao derrotar Buck Lipscomb pelo título dos médios do Noroeste. Além disso, em 19 de maio de 1939, ele conquistou o campeonato dos pesos leve-pesados da costa do Pacífico.

## Carreira
Com 1,75 m e 98 kg, Wagner não era fisicamente imponente para os padrões da luta profissional, nem era um atleta excepcional, embora fosse um lutador amador talentoso. No entanto, ele logo ganhou reputação de lutador sólido no ringue. No final da década de 1930, ele conheceu Elizabeth "Betty" Hanson, com quem mais tarde se casaria em uma cerimônia dentro do ringue. Quando o casamento provou ser um bom cartão de visita, o casal o reencenou em arenas por todo o país, chamando a atenção de Wagner sobre o valor potencial de entretenimento que permanecia inexplorado na indústria. Na mesma época, a revista Vanity Fair publicou um artigo sobre um lutador profissional chamado 'Lord' Patrick Lansdowne, que entrava no ringue acompanhado por dois valetes enquanto usava um manto e gibão de veludo. Wagner ficou impressionado com a bravata desse personagem, mas acreditava que poderia levá-la a um extremo muito maior.
Posteriormente, Wagner estreou sua nova imagem de "glamour boy" em um cartel de 1941 em Eugene, Oregon, e rapidamente antagonizou os fãs com seu comportamento exagerado e afeminado quando o locutor do ringue o apresentou como "Gorgeous George" (George Maravilhoso). Tal carisma era inédito na época; e, consequentemente, o público nas arenas aumentou à medida que os fãs começaram a ridicularizar Wagner (que gostou da atenção repentina).
Gorgeous George logo foi recrutado para Los Angeles pelo promotor Johnny Doyle. Conhecido como a "Orquídea Humana", sua persona foi criada em parte ao deixar seu cabelo crescer, tingindo-o de loiro platinado e colocando grampos folheados a ouro nele (que ele chamava de "Georgie Pins" e os distribuia ao público). Além disso, ele transformou sua entrada no ringue em um espetáculo que muitas vezes demorava mais tempo do que suas próprias lutas. Ele caminhava nobremente até o ringue ao som de " Pompa e Circunstância ", seguido por seu valete e um holofote roxo. Vestindo um manto elegante coberto de lantejoulas, Gorgeous George sempre era escoltado em um tapete vermelho pessoal por seu valete "Jeffries", que carregava um espelho prateado enquanto espalhava pétalas de rosa a seus pés. Enquanto Wagner tirava o manto, Jeffries borrifava o ringue com desinfetante, aparentemente perfume Chanel No. 5, que Wagner chamava de "Chanel # 10" ("Por que deixar as coisas pela metade?", ele costumava dizer)  antes de começar a lutar. Além disso, George exigiu que seus valetes borrifassem as mãos do árbitro antes que o árbitro pudesse revistá-lo em busca de quaisquer objetos ilegais, o que gerou seu agora famoso clamor "Tire suas mãos imundas de mim!" Quando o combate finalmente começasse, ele trapaceava de todas as maneiras que podia. Gorgeous George foi o primeiro lutador "vilão" de verdade da indústria e trapaceava em todas as oportunidades, o que enfurecia a multidão. Seu lema era "Ganhe se puder, perca se precisar, mas sempre trapaceie!" Essa imagem extravagante e sua habilidade de showman de lidar com uma multidão fizeram tanto sucesso nos primeiros dias da televisão que ele se tornou o lutador mais famoso de seu tempo, atraindo furiosas críticas onde quer que aparecesse.
Foi com o advento da televisão, entretanto, que o personagem de Wagner no ringue se tornou o maior atrativo que a indústria já conheceu. Com as redes procurando uma programação barata e eficaz para preencher seus horários, a ação glorificada do wrestling profissional tornou-se um verdadeiro sucesso entre o público, pois foi o primeiro programa de qualquer tipo a obter lucro real. Conseqüentemente, foi Gorgeous George quem trouxe o esporte para as salas de estar do país, já que seu histrionismo e comportamento melodramático fizeram dele uma figura grandiosa na cultura pop americana. Sua primeira aparição na televisão ocorreu em 11 de novembro de 1947 (um evento que foi listado entre os 100 melhores eventos televisivos do século 20 pela Entertainment Weekly)  e ele imediatamente se tornou uma celebridade nacional no mesmo nível de Lucille Ball e Bob Hope (que doou pessoalmente centenas de roupas chiques para a coleção de George) enquanto mudava o curso da indústria. O wrestling profissional não era mais apenas uma questão de ação no ringue, mas Wagner criou um novo senso teatral e interpretação de personagem que não existia anteriormente. Além disso, num sentido muito real, foi Gorgeous George quem, sozinho, estabeleceu a televisão como um meio de entretenimento viável que poderia potencialmente atingir milhões de lares em todo o país. Diz-se que George foi provavelmente responsável pela venda de tantos aparelhos de televisão quanto Milton Berle.
Além de sua grandiosidade teatral, Gorgeous George era um lutador talentoso. Embora muitos possam tê-lo considerado um mero lutador de truques (gimmicks), ele era na verdade um lutador de estilo livre muito competente, tendo começado a aprender o esporte na luta livre amadora quando adolescente, e poderia desempenhar muito bem se se tratasse de uma competição legítima. O grande Lou Thesz, que tiraria o título da AWA de Wagner, e que foi um dos melhores lutadores "legítimos " de todos os tempos no wrestling profissional, demonstrou algum desdém pelos lutadores de truques. No entanto, ele admitiu que Wagner "poderia lutar muito bem", mas acrescentou que "ele [Wagner] nunca conseguiria atrair um fã até se tornar o Gorgeous George".

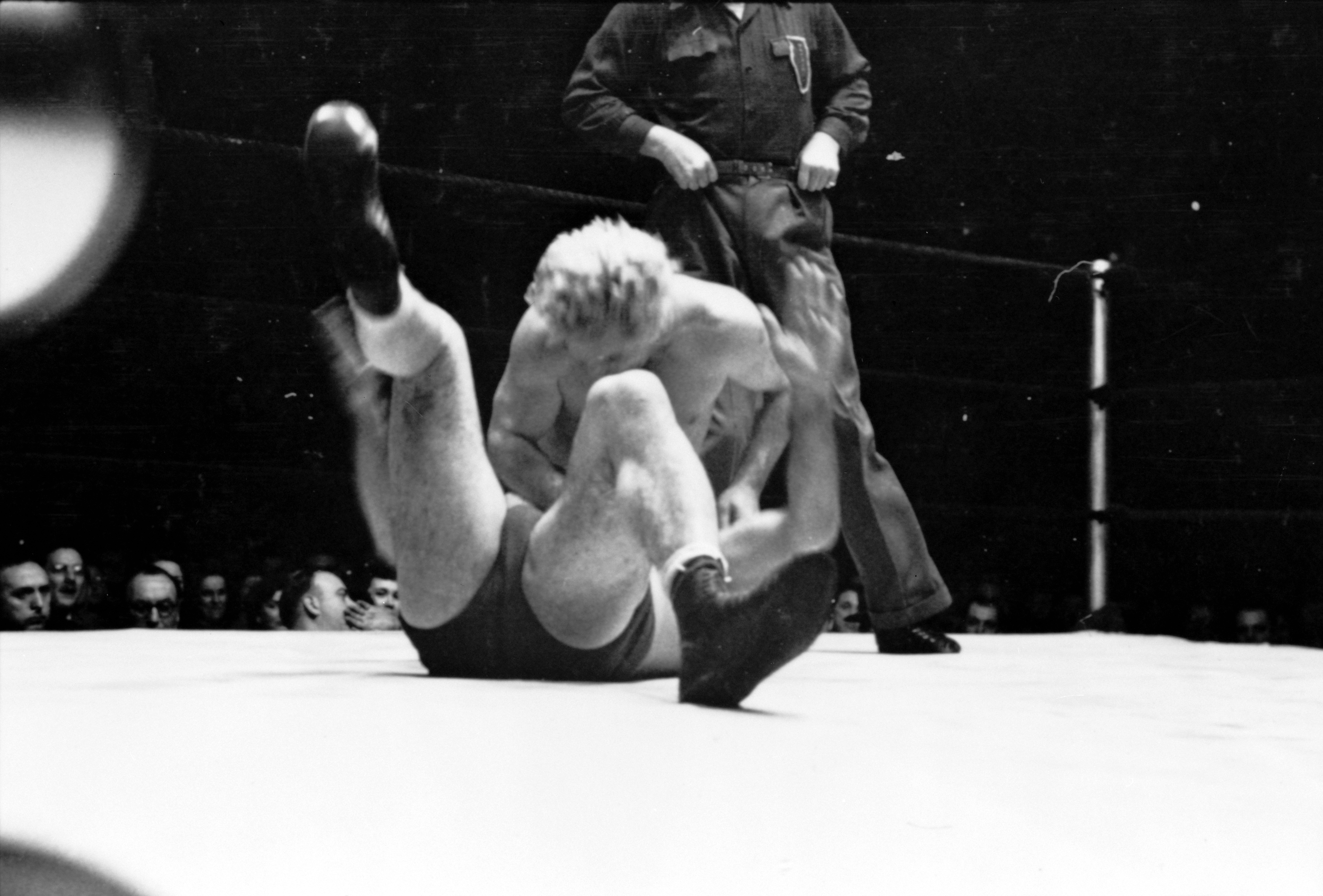
George tentando imobilizar outro lutador durante uma luta, 1949

Em 26 de março de 1947, Wagner derrotou Enrique Torres para conquistar o campeonato dos pesos-pesados de Los Angeles . Então, em 22 de fevereiro de 1949, ele foi contratado como atração principal do Madison Square Garden, em Nova York, no que seria o primeiro retorno daluta profissional ao prédio em 12 anos. Na década de 1950, o poder estelar de Gorgeous George era tão grande que ele era capaz de exigir 50% do valor de suas performances, o que lhe permitiu ganhar mais de US$ 100.000 por ano, tornando-o um dos atletas mais bem pagos do mundo. Além disso, em 26 de maio de 1950, Gorgeous George derrotou Don Eagle para reivindicar o AWA World Heavyweight Championship (versão Boston), que manteve por vários meses. Durante este reinado ele foi derrotado pelo Campeão Mundial da National Wrestling Alliance Lou Thesz em uma luta altamente divulgada em Chicago . No entanto, talvez o combate mais famoso de Gorgeous George tenha sido contra seu rival de longa data, Whipper Billy Watson, em 12 de março de 1959, em que George derrotado teve seus preciosos cabelos dourados raspados diante de 20.000 fãs no Maple Leaf Gardens de Toronto e milhões mais que assistiam à partida pela CBC Television.
Em uma de suas partidas finais, Gorgeous George mais tarde enfrentou (e perdeu para) um promissor Bruno Sammartino, embora ele perdesse seu precioso cabelo novamente quando foi derrotado pelo Destroyer em um combate "máscara vs. cabeleira" no Auditório Olímpico em 7 de novembro de 1962. Esta foi sua última partida, pois ele tinha quase 50 anos e sofria os efeitos do alcoolismo. Gorgeous George apareceu em um filme, Alias the Champ, feito em 1949, que também apresentava o lutador Tor Johnson.

## Aposentadoria e morte

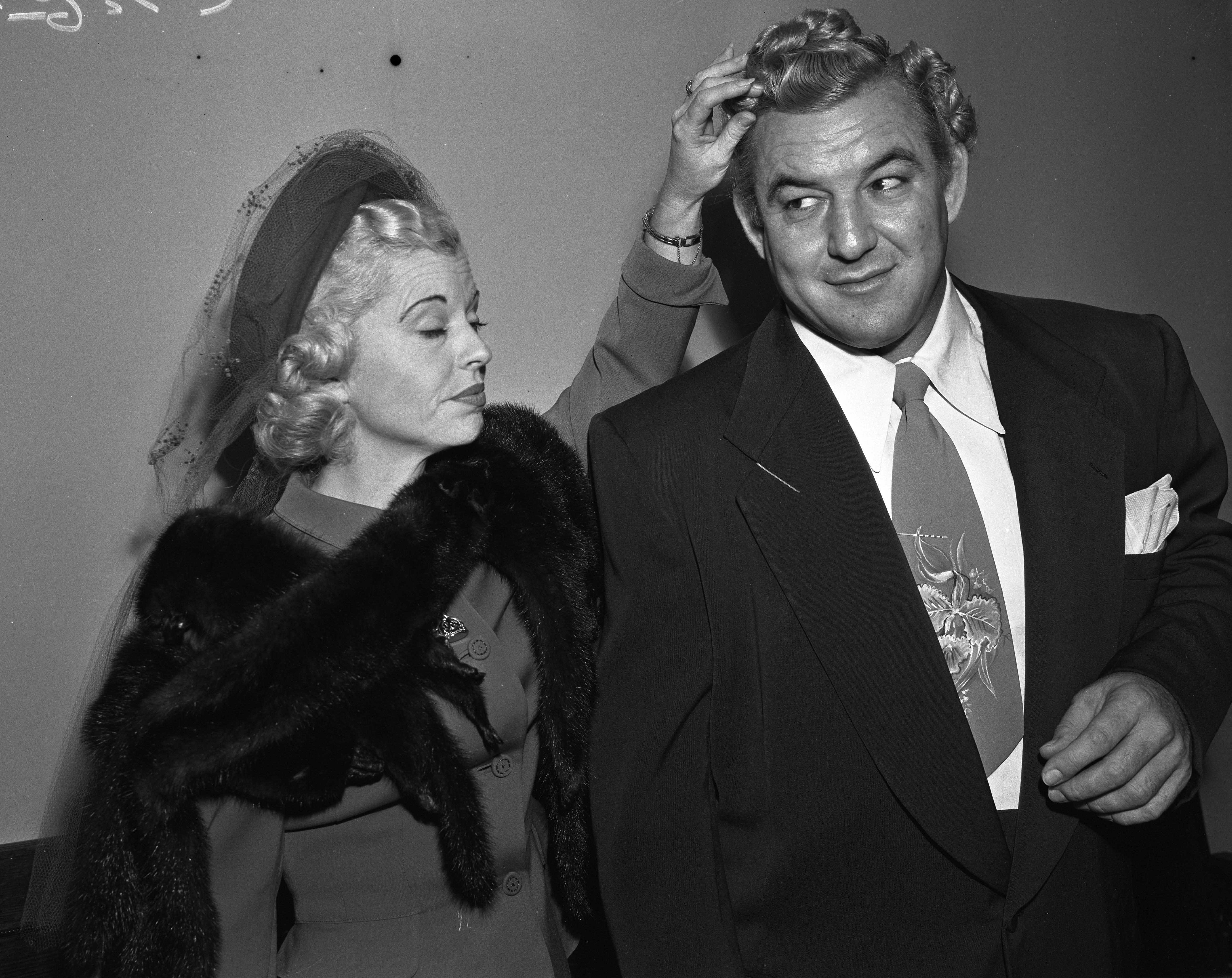
Gorgeous George e sua esposa, Betty, 1950

À medida que sua carreira no wrestling diminuía, Wagner investiu US$250,000 em uma  fazenda de perus  de 195 acre(s)s (0,79 km2)   construída em Beaumont, Califórnia, e ele usou suas habilidades de showman para promover suas aves premiadas em suas lutas de luta livre e shows esportivos. Ele criava perus e era dono de um salão de coquetéis em Van Nuys, Califórnia, que chamou de "Gorgeous George's Ringside Restaurant".
Wagner foi diagnosticado com cirrose hepática em 1962 e seus médicos o instruíram a se aposentar dos ringues. Isso, combinado com problemas financeiros decorrentes de um divórcio recente, piorou sua saúde. Ele sofreu um ataque cardíaco em 24 de dezembro de 1963 e morreu dois dias depois, aos 48 anos

## Legado

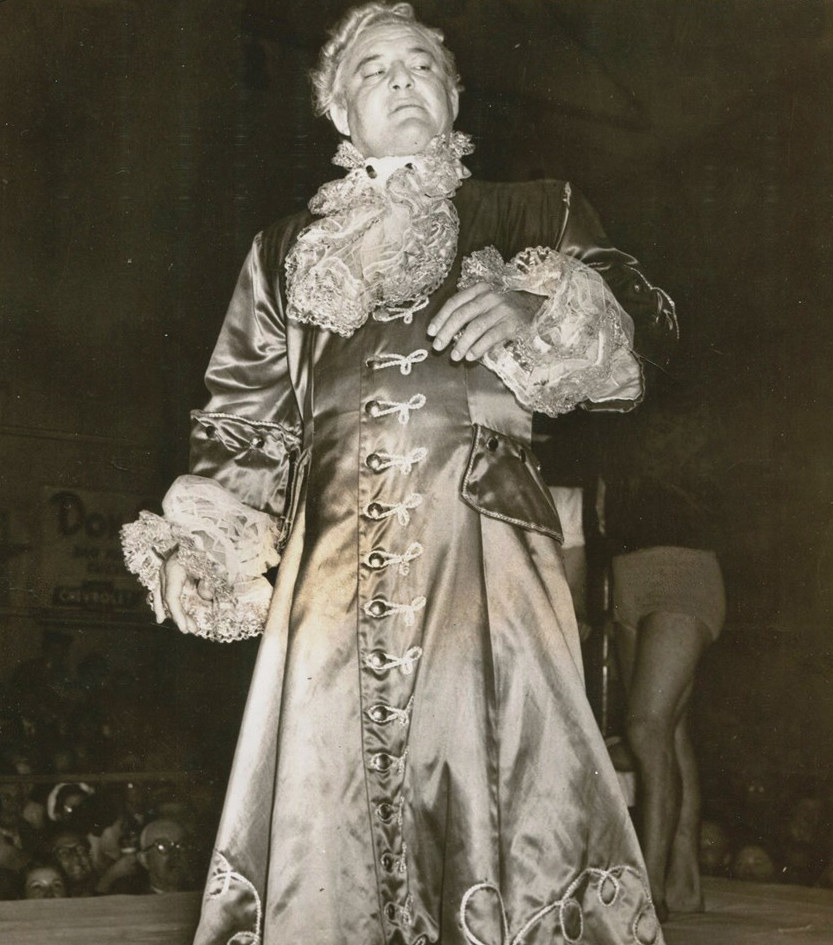
George (foto de 1954)

Muhammad Ali e James Brown  reconheceram que sua própria abordagem de autopromoção extravagante foi influenciada por George. Isso foi referenciado no filme One Night in Miami de 2021... . Ali, aos 19 anos, conheceu George, com 46, em uma estação de rádio de Las Vegas. Durante a entrevista de rádio de George, a promoção do lutador chamou a atenção do futuro campeão dos pesos pesados. Se George perdesse para Classy Freddie Blassie, George exclamaria: "Vou rastejar pelo ringue e cortar meu cabelo! Mas isso não vai acontecer porque sou o maior lutador do mundo!" Ali, que mais tarde repetiu essa mesma promoção ao insultar o oponente Sonny Liston, relembrou: "Eu vi 15.000 pessoas vindo para ver esse homem levar uma surra. E a conversa dele fez isso. Eu disse: 'Esta é uma boa ideia!' " Depois, no vestiário, o lutador experiente deu à futura lenda alguns conselhos valiosos: "Muita gente pagará para ver alguém calar a boca. Portanto, continue se gabando, continue sendo atrevido e sempre seja ultrajante."
Em 2002, ele foi conduzido a turma inaugural do Pro Wrestling Hall of Fame (PWHF.org) por um comitê de seus pares. Em 27 de março, ele foi introduzido na turma do WWE Hall of Fame de 2010. Sua ex-esposa de 97 anos, Betty Wagner, aceitou a homenagem em seu nome, respondendo a perguntas e contando a história de como ele se tornou o Gorgeous George.
Em setembro de 2008, a primeira biografia completa de Gorgeous George foi publicada pela HarperEntertainment Press. O título do livro, de 304 páginas ,é Gorgeous George: The Outrageous Bad Boy Wrestler who Created American Pop Culture, de John Capouya . No livro de 2005 I Feel Good: A Memoir in a Life of Soul, James Brown disse que usou muitos dos artifícios de Gorgeous George para "criar o James Brown que você vê no palco".
Bob Dylan disse que conhecer George mudou sua vida. No livro de Dylan, The Chronicles: Volume One, Dylan conta a história de como conheceu Gorgeous George pessoalmente. Ele escreveu: “Ele piscou e pareceu pronunciar a frase: 'Você está fazendo isso ganhar vida'. Nunca esqueci. Foi todo o reconhecimento e incentivo que precisaria durante anos."
Os desenhos animados Bunny Hugged (1951), da série Merrie Melodies da Warner Bros., e Wrestling Wrecks (1953), da série Woody Woodpecker da Universal Pictures, apresentavam personagens baseados em Gorgeous George (Ravishing Ronald e Precious Percy, respectivamente).
The Bowery Boys também satirizaram Gorgeous George (com Huntz Hall como um lutador muito aclamado) no filme de 1952 , No Holds Barred . Artistas musicais como Liberace, Little Richard, Elton John, Prince e Morris Day mostram sinais do meme George.
Sua música tema "Pomp and Circumstance" também foi mais tarde usada como música tema por Randy Savage na WWF 1985–1994 (num arranjo clássico) e na WCW 1994–1997 (num arranjo de guitarra de rock).
Outros no wrestling profissional que usaram o nome "Gorgeous George" incluem Stephanie Bellars, Gorgeous George III e George Gillette, empresário do Kendo Nagasaki .
O filme de 1978 , The One and Only, estrelado por Henry Winkler, foi vagamente baseado em sua carreira.

## Vida pessoal
Wagner foi casado duas vezes, primeiro com Betty Hanson (1913–2011), com quem se casou em 1939 em Eugene, Oregon, dentro de um ringue de luta livre. Eles adotaram dois filhos. Em 1951, após se divorciar de Betty, casou-se com Cherie Dupré (1927–2000). Com este casamento, ele teve um filho biológico, Gary George. Cheri pediu o divórcio de George em abril de 1962.
O sobrinho-neto de Wagner, Robert Kellum, mais conhecido como "The Maestro" no World Championship Wrestling, também lutou como " Gorgeous George III " na United States Wrestling Association .